# Collegio uninominale Veneto 2 - 03 (2020)
Il collegio elettorale uninominale Veneto 2 - 03 è un collegio elettorale uninominale della Repubblica Italiana per l'elezione della Camera dei deputati.

## Territorio
Come previsto dalla legge n. 51 del 27 maggio 2019, il collegio è stato definito tramite decreto legislativo all'interno della circoscrizione Veneto 2.
È formato territorio di 25 comuni della provincia di Padova: Abano Terme, Albignasego, Arre, Arzergrande, Battaglia Terme,
Bovolenta, Brugine, Candiana, Cartura, Casalserugo, Codevigo, Conselve, Correzzola, Due Carrare, Legnaro, Maserà di Padova, Montegrotto Terme, Padova, Piove di Sacco, Polverara, Ponte San Nicolò, Pontelongo, Sant'Angelo di Piove di Sacco, Saonara e Terrassa Padovana.
Il collegio è parte del collegio plurinominale Veneto 2 - 01.

## Eletti
| Elezione | Elezione | Deputato           | Partito           |
| -------- | -------- | ------------------ | ----------------- |
|          | 2022     | Elisabetta Gardini | Fratelli d'Italia |

## Dati elettorali

### XIX legislatura
Come previsto dalla legge elettorale, 147 deputati sono eletti con sistema a maggioranza relativa in altrettanti collegi uninominali a turno unico.
| Candidati                                 | Candidati                    | Voti    | %     | Liste                          | Voti    | %     |
| ----------------------------------------- | ---------------------------- | ------- | ----- | ------------------------------ | ------- | ----- |
|                                           | Elisabetta Gardini ✔️ Eletto | 103 522 | 47,64 | Fratelli d'Italia              | 62 049  | 28,55 |
| Lega per Salvini Premier                  | Elisabetta Gardini ✔️ Eletto | 103 522 | 47,64 | 24 459                         | 11,25   |       |
| Forza Italia                              | Elisabetta Gardini ✔️ Eletto | 103 522 | 47,64 | 12 453                         | 5,73    |       |
| Noi moderati/Lupi - Toti - Brugnaro - UDC | Elisabetta Gardini ✔️ Eletto | 103 522 | 47,64 | 4 561                          | 2,10    |       |
|                                           | Gianpiero Dalla Zuanna       | 64 062  | 29,48 | Partito Democratico-IDP        | 46 525  | 21,41 |
| Alleanza Verdi e Sinistra                 | Gianpiero Dalla Zuanna       | 64 062  | 29,48 | 8 698                          | 4,00    |       |
| +Europa                                   | Gianpiero Dalla Zuanna       | 64 062  | 29,48 | 8 090                          | 3,72    |       |
| Impegno Civico - Centro Democratico       | Gianpiero Dalla Zuanna       | 64 062  | 29,48 | 749                            | 0,34    |       |
|                                           | Carlo Pasqualetto            | 22 321  | 10,27 | Azione - Italia Viva - Calenda | 22 321  | 10,27 |
|                                           | Giacomo Cusumano             | 13 954  | 6,42  | Movimento 5 Stelle             | 13 954  | 6,42  |
|                                           | Simone Colucci               | 4 895   | 2,25  | Italexit                       | 4 895   | 2,25  |
|                                           | Paolo Girotto                | 3 762   | 1,73  | Vita                           | 3 762   | 1,73  |
|                                           | Luca Lendaro                 | 2 591   | 1,19  | Unione Popolare                | 2 591   | 1,19  |
|                                           | Lorenzo Sivieri              | 2 213   | 1,02  | Italia Sovrana e Popolare      | 2 213   | 1,02  |
| Totale                                    | Totale                       | 217 320 | 100   |                                | 217 320 | 100   |
|                                           |                              |         |       |                                |         |       |
| Schede bianche                            | Schede bianche               | 2 582   | 1,15  |                                |         |       |
| Schede nulle                              | Schede nulle                 | 5 209   | 2,31  |                                |         |       |
| Votanti                                   | Votanti                      | 225 111 | 72,65 |                                |         |       |
| Elettori                                  | Elettori                     | 309 858 |       |                                |         |       |